# 모이라 켈리
모이라 켈리(Moira Kelly, 1968년 3월 6일 ~ )는 미국 배우다. 1992년 영화 <사랑은 은반 위에>서 케이트 모슬리 역과 십대 드라마 <원 트리 힐>과 1990년대 TV 시리즈 <트윈 픽스>의 프리퀄에 출연하며 이름을 알렸다. 이 외에도 도러시 데이 일대기를 그린 <어둠 속의 천사>, TV 시리즈 <웨스트 윙>, 영화 <채플린>에 출연했고 <라이온 킹> 시리즈에서 성우로 활약했다.

## 어린 시절
모이라 켈리는 뉴욕 퀸스에서 아일랜드 이민자 가정에서 태어났다. 아버지 피터는 콘서트 바이올리니스트였고, 어머니 앤은 간호사였으며, 모이라는 여섯 자녀 가운데 셋째였다. 카톨릭 신자로 자랐고 롱아일랜드 보히미아에 있는 커넷컷 고등학교를 1986년 졸업하고 매리마운트 맨해튼 대학을 다녔다.
1984년 고등학교에서 했던 <애니>에서 작은 역에 발탁되었는데 해니건 부인 역을 맡았던 학생이 병으로 교체되면서 캐스팅 전체에 변동이 생겼고 이를 계기로 모이라는 연기 길로 들어서게 된다. 독실한 카톨릭 신자였던 그녀는 연기와 어릴 적 꿈이었던 수녀 사이에서 고민했다.

## 연기 경력
모이라 켈리는 TV 영화 <사랑, 거짓말 그리고 살인>에서 아버지 강압으로 새엄마를 살해하는 십대 소녀 역으로 데뷔한다. 본디 <카니발 더 뮤지컬>에 출연할 예정이었으나 에이전트가 경력을 망칠 수도 있다고 우려했고 결국 포기했다. 한편 영화 크레딧에는 그녀 약자 "M.K."와 함께 "중도 탈락"이라고 나온다. 그리고 영화 <The Boy Who Cried Bitch>와 <Hi-Life>, 그리고 <빌리 배스게이트>에 단역으로 출연한 이후 영화 <트윈 픽스>에 도나 헤이워드 역으로 발탁되었다. 모이라는 이 영화 섹스 장면 때문에 신부에게 허락을 받고 출연했다. 같은 해 그녀는 D. B. 스위니 상대역으로 로맨틱 코미디 <사랑은 은반 위에>와 로버트 다우니 주니어 상대역으로 <채플린>에 출연한다. TV 가이드 인터뷰에서 모이라는 영화 <데이브레이크>에 출연하기 전 다시 한 번 카톨릭 신부에게 조언을 구했다고 한다. "카톨릭 신자로서 혼전 섹스를 하는 소녀를 연기하는 것이 괜찮은지 물었고 신부는 돈을 위해서가 아니라 예술적인 의도라면 괜찮다고 했다"라고 밝혔다.
이후 그녀는 영화 <하버드 졸업반>, <리틀 오데싸>, <악연의 사슬>, <베로니카 - 사랑의 전설> 등에 출연하였고 디즈니 <라이온 킹> 시리즈에서 날라 어른 역 목소리를 담당했다. 독립영화 쪽으로는 사회운동가 도러시 데이 일대기를 그린 <어둠 속의 천사>와 <세이프티 오브 오브젝츠> 등이 있으며 TV 영화 <Monday After the Miracle>에서는 헬렌 켈러 역을 맡았고 1998년 11월, CBS 방송을 통해 방영되었다.
켈리는 CBS 드라마 <To Have & to Hold>에 출연한 이후 <웨스트 윙>의 첫 시즌에서 맨디 핸튼역을 맡았다. 2003년 십대 드라마 <원 트리 힐>에서는 미혼모 역으로 출연했으며 두 개의 에피소드의 연출을 맡기도 했다. 이외에도 <히어로즈>, <로앤오더>, <넘버스>와 같은 TV 시리즈에 게스트로 나왔고, 그리고 영화 <Remember the Daze>, <A Smile as Big as the Moon>, <Taken Back: Finding Haley>, <Girl in the Bunker> 등에 출연했다.

## 사생활
2000년 8월 5일, 모이라 켈리는 텍사스 사업가인 스티브 휴이트와 결혼했다. 딸 엘라와 아들 이몬을 낳았으며 노스 캐롤라이나 윌밍톤에서 11년간 거주하다 텍사스의 플라워 마운드로 이주하여 살고 있다.

## 출연 작품

### 영화
| 년   | 제목                           | 역                           |
| ---- | ------------------------------ | ---------------------------- |
| 1991 | The Boy Who Cried Bitch        | 제시카                       |
| 1991 | 빌리 배스게이트                | 베키                         |
| 1992 | Thirty Below Zero              | 루시                         |
| 1992 | 사랑은 은반 위에               | 케이트 모슬리                |
| 1992 | 트윈픽스                       | 도나 헤이워드                |
| 1992 | 채플린                         | 헤티 켈리 / 우나 오닐        |
| 1993 | 카니발 더 뮤지컬               | "중도 탈락"                  |
| 1994 | 하버드 졸업반                  | 코트니 블루멘탈              |
| 1994 | 라이온 킹                      | 날라 어른 역 (목소리)        |
| 1994 | 리틀 오뎃싸                    | 알라 슈스터비치              |
| 1995 | 악연의 사슬                    | 다나 클리프턴                |
| 1996 | Unhook the Stars               | 앤 메리 마가렛 "애니" 호크스 |
| 1996 | 어둠 속의 천사                 | 도러시 데이                  |
| 1997 | Love Walked In                 | 베라                         |
| 1997 | Changing Habits                | 수시 티그                    |
| 1997 | Drive, She Said                | 나딘 쉽                      |
| 1998 | Dangerous Beauty               | 베아트리체 베니어            |
| 1998 | Hi-Life                        | 수잔                         |
| 1998 | 라이온 킹 2                    | 날라 (목소리)                |
| 1999 | Henry Hill                     | 신시아                       |
| 2001 | 세이프티 오브 오브젝츠         | 수잔 트레인                  |
| 2004 | A Woman Reported               | 여성                         |
| 2004 | 라이온 킹 3                    | 날라 (목소리)                |
| 2006 | 투 티켓츠 투 파라다이스        | 케이트                       |
| 2007 | Remember the Daze              | 포드 부인                    |
| 2014 | Twin Peaks: The Missing Pieces | 도나 헤이워드                |

### TV
| 년        | Title                      | Role               | Notes                  |
| --------- | -------------------------- | ------------------ | ---------------------- |
| 1991      | Love, Lies and Murder      | 시나몬 브라운      | TV 미니시리즈          |
| 1993      | Daybreak                   | 블루               | TV 영화                |
| 1998      | Monday After the Miracle   | 헬렌 켈러          | TV 영화                |
| 1998      | To Have & to Hold          | 애니 코넬          | 주요 역                |
| 1999-2000 | 웨스트 윙                  | 맨디 햄튼          | 정규 역                |
| 2002      | Hack                       | 바네사 그리핀      | "My Brother's Keeper"  |
| 2002      | 환상특급                   | 엘리자베스 카터    | "Found and Lost"       |
| 2003-2009 | 원 트리 힐                 | 카렌 로            | 주요 역                |
| 2008      | 로앤오더                   | 캐서린 도노반      | "Betrayal"             |
| 2009      | 히어로즈                   | 애비 콜린스        | "Building 26"          |
| 2010      | 넘버스                     | 메리 폴슨          | "Growin' Up"           |
| 2012      | A Smile as Big as the Moon | 달시 케르제스      | TV 영화                |
| 2012      | Taken Back: Finding Haley  | 캐런               | TV 영화                |
| 2013      | Drop Dead Diva             | 신디 캐스퍼        | "50 Shades of Grayson" |
| 2017      | Deadly Sorority            | 에이미 토마스 교수 | TV 영화                |
| 2018      | Girl in the Bunker         | 매들린 쇼프        | TV 영화                |
| 2019      | The Resident               | 애니               | 3 에피소드             |
| 2019      | Christmas In Louisiana     | 샬럿 윈터          | TV 영화                |
| 2021      | Panic                      | 로라 코르테즈      | 7 에피소드             |

### 감독
| 년      | 제목       | 기타                      |
| ------- | ---------- | ------------------------- |
| 2006-07 | 원 트리 힐 | TV 시리즈, 2개의 에피소드 |